# Ducati Corse
Ducati Corse är Ducati-fabrikens motorsportavdelning med bas i Bologna, Italien, som utvecklar tävlingsmaskiner för roadracing. Ducati Corse driver i egen regi ett MotoGP-stall och ett stall i Superbike-VM, båda mycket framgångsrika. Man använder också sitt varumärke för att sälja mängder av prylar till sina supportrar, så kallad merchandise.

## MotoGP-stallet
Stallet anslöt till MotoGP inför säsongen 2003 med Loris Capirossi och Troy Bayliss som förare. De överraskade med att komma fyra och sexa i sammandraget. Efter ett mellanår Roadracing-VM 2004 kom Capirossi tillbaka och vann två race under säsongen 2005 då Carlos Checa hade ersatt Troy Bayliss som Capirossis teamkamrat. Inför säsongen 2006 trodde Ducati att de gjort ett jättekap, när de fick in Sete Gibernau till stallet, men han underpresterade och slutade efter säsongen. Capirossi överraskade dock och nådde en tredjeplats i VM efter tre segrar. Inför 2007 värvades Casey Stoner till stallet. Stoner vann sin första tävling för Ducati och följde upp det med ytterligare två segrar, vilket gjorde honom till VM-ledare efter fem race. Han fortsatte sedan med en fantastisk pålitlig svit vilket gav honom sin och Ducatis första titel i prototypracing. Marlboro var huvudsponsor för stallet till och med 2009, men med minimal reklam under merparten av racen på grund av förbud mot tobaksreklam. Efter Stoners VM-titel har resultaten försämrats, trots att Valentino Rossi körde för Ducati 2011-2012, och Ducati ligger långt efter de andra fabriksstallen Honda och Yamaha. Till Roadracing-VM 2014 beviljades Ducati lättnader i reglerna gentemot de andra fabriksmotorcyklarna Honda och Yamaha. Ducati tilläts bland annat utveckla motorn under säsongen och använda 12 motorer jämfört med de andra tillverkarnas 6 motorer.

## Säsonger i sammanfattning från 2003
| Säsong | Klass  | Team-namn            | Konstruktör | Motorcykel              | Förare           | VM- plac. | 1/2/3- platser              | Anm. |
| ------ | ------ | -------------------- | ----------- | ----------------------- | ---------------- | --------- | --------------------------- | ---- |
| 2003   | MotoGP | Ducati Marlboro Team | Ducati      |                         | Loris Capirossi  | 4         | 1 / 2 / 3                   |      |
| 2003   | MotoGP | Ducati Marlboro Team | Ducati      | Troy Bayliss            | 6                | - / - / 3 |                             |      |
| 2004   | MotoGP | Ducati Marlboro Team | Ducati      |                         | Loris Capirossi  | 9         | - / - / 1                   |      |
| 2004   | MotoGP | Ducati Marlboro Team | Ducati      | Troy Bayliss            | 14               | - / - / 1 |                             |      |
| 2005   | MotoGP | Ducati Marlboro Team | Ducati      |                         | Loris Capirossi  | 6         | 2 / 1 / 1                   |      |
| 2005   | MotoGP | Ducati Marlboro Team | Ducati      | Carlos Checa            | 9                | - / - / 2 |                             |      |
| 2006   | MotoGP | Ducati Marlboro Team | Ducati      |                         | Loris Capirossi  | 3         | 3 / 4 / 1                   |      |
| 2006   | MotoGP | Ducati Marlboro Team | Ducati      | Sete Gibernau           | 13               | - / - / - |                             |      |
| 2006   | MotoGP | Ducati Marlboro Team | Ducati      | Troy Bayliss            | 19               | 1 / - / - | Körde ett lopp och vann det |      |
| 2007   | MotoGP | Ducati Marlboro Team | Ducati      |                         | Casey Stoner     | 1         | 10 / 2 / 2                  |      |
| 2007   | MotoGP | Ducati Marlboro Team | Ducati      | Loris Capirossi         | 7                | 1 / 2 / 1 |                             |      |
| 2008   | MotoGP | Ducati Marlboro Team | Ducati      |                         | Casey Stoner     | 2         | 6 / 3 / 2                   |      |
| 2008   | MotoGP | Ducati Marlboro Team | Ducati      | Marco Melandri          | 17               | - / - / - |                             |      |
| 2009   | MotoGP | Ducati Marlboro Team | Ducati      |                         | Casey Stoner     | 4         | 4 / 1 / 3                   |      |
| 2009   | MotoGP | Ducati Marlboro Team | Ducati      | Nicky Hayden            | 13               | - / - / 1 |                             |      |
| 2010   | MotoGP | Ducati Team          | Ducati      |                         | Casey Stoner     | 4         | 3 / 2 / 4                   |      |
| 2010   | MotoGP | Ducati Team          | Ducati      | Nicky Hayden            | 7                | - / - / 1 |                             |      |
| 2011   | MotoGP | Ducati Team          | Ducati      | Ducati Desmosedici GP11 | Valentino Rossi  | 7         | - / - / 1                   |      |
| 2011   | MotoGP | Ducati Team          | Ducati      | Ducati Desmosedici GP11 | Nicky Hayden     | 8         | - / - / 1                   |      |
| 2012   | MotoGP | Ducati Team          | Ducati      | Ducati Desmosedici GP12 | Valentino Rossi  | 6         | - / 2 / -                   |      |
| 2012   | MotoGP | Ducati Team          | Ducati      | Ducati Desmosedici GP12 | Nicky Hayden     | 9         | - / - / -                   |      |
| 2013   | MotoGP | Ducati Team          | Ducati      | Ducati Desmosedici GP13 | Andrea Dovizioso | 8         | - / - / -                   |      |
| 2013   | MotoGP | Ducati Team          | Ducati      | Ducati Desmosedici GP13 | Nicky Hayden     | 9         | - / - / -                   |      |
| 2014   | MotoGP | Ducati Team          | Ducati      | Ducati Desmosedici GP14 | Andrea Dovizioso | 5         | - / 1 / 1                   |      |
| 2014   | MotoGP | Ducati Team          | Ducati      | Ducati Desmosedici GP14 | Cal Crutchlow    | 13        | - / - / 1                   |      |
| 2015   | MotoGP | Ducati Team          | Ducati      | Ducati Desmosedici GP15 | Andrea Dovizioso | 7         | - / 3 / 2                   |      |
| 2015   | MotoGP | Ducati Team          | Ducati      | Ducati Desmosedici GP15 | Andrea Iannone   | 5         | - / 1 / 2                   |      |
| 2016   | MotoGP |                      | Ducati      | Ducati Desmosedici      | Andrea Dovizioso | 5         | 1 / 3 / 1                   |      |
| 2016   | MotoGP | Andrea Iannone       | Ducati      | Ducati Desmosedici      | 9                | 1 / 0 / 3 |                             |      |
| 2017   | MotoGP |                      | Ducati      | Ducati Desmosedici GP17 | Andrea Dovizioso | 2         | 6 / 1 / 1                   |      |
| 2017   | MotoGP | Jorge Lorenzo        | Ducati      | Ducati Desmosedici GP17 | 7                | - / 1 / 2 |                             |      |
| 2018   | MotoGP |                      | Ducati      | Ducati Desmosedici GP18 | Andrea Dovizioso | 2         | 4 / 3 / 2                   |      |
| 2018   | MotoGP | Jorge Lorenzo        | Ducati      | Ducati Desmosedici GP18 | 9                | 3 / 1 / - |                             |      |
| 2019   | MotoGP |                      | Ducati      | Ducati Desmosedici GP19 | Andrea Dovizioso | 2         | 2 / 3 / 4                   |      |
| 2019   | MotoGP | Danilo Petrucci      | Ducati      | Ducati Desmosedici GP19 | 6                | 1 / - / 2 |                             |      |
| 2020   | MotoGP |                      | Ducati      | Ducati Desmosedici GP20 | Andrea Dovizioso |           |                             |      |
| 2020   | MotoGP | Danilo Petrucci      | Ducati      | Ducati Desmosedici GP20 |                  |           |                             |      |

## Superbike-stallet
Xerox Ducati är det mest framgångsrika Superbike-stallet genom tiderna, men en mängd VM-titlar med förarna Troy Bayliss, Carl Fogarty, James Toseland, Neil Hodgson och Troy Corser. 2008 kör Troy Bayliss och Michel Fabrizio för Xerox, medan Max Biaggi och Rubén Xaus kör för Sterilgada Ducati. Troy Bayliss tog sin tredje VM-titel för Ducati och pensionerar sig därmed. 2009 blir Noriyuki Haga ny teamkamrat till Michel Fabrizio i fabriksstallet. I augusti 2010 meddelade Ducati att de skulle upphöra med sitt fabriksstall i Superbike.